# قلب‌های شیمیایی
قلب‌های شیمیایی (به انگلیسی: Chemical Hearts) یک فیلم سینمایی درام و عاشقانه آمریکایی محصول سال ۲۰۲۰ به نویسندگی، تهیه کنندگی و کارگردانی ریچارد تان است که بر اساس رمان قلب‌های شیمیایی ما ساخته کریستال ساترلند ساخته شده‌است. بازیگران اصلی فیلم آستین آبرامز و لی‌لی راینهارت می‌باشند. این فیلم در تاریخ ۲۱ آگوست سال ۲۰۲۰ توسط آمازون استودیوز منتشر شد.

## داستان
هنری یک دانش آموز دبیرستانی ۱۷ ساله است که خود را آدم رمانتیکی می‌داند ولی هرگز عاشق نشده و امیدوار است که عشق برایش اتفاق بیفتد. تا اینکه در اولین روز سال تحصیلی ارشد با گریس تاون ملاقات می‌کند و احساس می‌کند همه چیز در حال تغییر است. زمانی که هنری و گریس برای همکاری در روزنامه مدرسه انتخاب می‌شوند او بلافاصله به سمت این تازه‌وارد جلب می‌شود، به مرور وی درگیر احساسات شدیدی شده و به بیانی عاشق می‌شود …

## بازیگران
- آستین آبرامز در نقش هنری پیج
- لی‌لی راینهارت در نقش گریس تاون
- سارا جونز در نقش سدی
- آدیر کالیان در نقش کم شارما
- بروک آلتمن در نقش توبی
- کارا یانگ در نقش لولا
- مرجان پینا در نقش کورا
- سی جی هاف در نقش موری
- جردن آدلمن به عنوان دانشجو ۱۴
- کاترین کورتین در نقش سارا[۱]

## تولید
فیلمبرداری در ژوئن ۲۰۱۹ در نیوجرسی آغاز شد.